# Вольмер, Юрий Михайлович
Юрий Михайлович Вольмер (род. 28 августа 1933 года, Красицкое) — советский государственный деятель, министр морского флота СССР (1985—1991). Депутат Совета Союза Верховного Совета СССР 11-го созыва (1984—1989) от Приморского края.

## Биография
В 1941 году поступил в вяземскую среднюю школу № 1, в которой позднее был принят в комсомольцы. Член КПСС с 1964 года. В 1957 году окончил Владивостокское высшее инженерное мореходное училище по специальности инженер-судоводитель; в 1980 году — Академию народного хозяйства при Совете Министров СССР.

## Карьера до 1986 года
С 1952 года — курсант Владивостокского высшего мореходного училища.
С 1957 года — стажёр на кораблях Военно-Морского Флота.
С февраля 1958 года — четвёртый, третий, второй, старший помощник капитана на судах Дальневосточного морского пароходства, г. Владивосток.
С 1966 года — капитан танкера «Аракс» Дальневосточного морского пароходства, г. Владивосток.
В 1969 года — заместитель начальника отдела кадров плавсостава Дальневосточного морского пароходства.
С 1969 года — заместитель начальника Управления нефтеналивного флота по кадрам Дальневосточного морского пароходства, г. Находка.
С 1972 года — заместитель начальника Приморского морского пароходства по кадрам, г. Находка.
С 1975 года — начальник Приморского морского пароходства.
С 1978 года — слушатель Академии народного хозяйства СССР.
В 1980 году — начальник Государственного хозрасчетного объединения морского транспорта Дальневосточного бассейна «Дальфлот», член коллегии министерства морского флота СССР, г. Москва.
С 1980 года — начальник Дальневосточного морского пароходства, г. Владивосток.

## Министр морского флота СССР
С 24 октября 1986 года по 26 ноября 1991 года — министр морского флота СССР.
С января 1992 года — генеральный директор акционерного общества «Компания Усть-Луга».
С мая 1996 года — советник президента компании «Русский мир».

## Семья
В 1959 году женился на Вольмер (Зайцевой) Тамаре Викторовне. В 1960 году родился сын.

## Награды
Награждён орденом Трудового Красного Знамени, орденом Дружбы народов, орденом «Знак Почёта». Почётный работник морского флота.